# 定远营
定远营，又称卧虎城，是清代兴建的城池。位于内蒙古自治区阿拉善盟阿拉善左旗巴彦浩特镇，2006年5月25日，公布为第六批全国重点文物保护单位。
据《宁夏纪要》记载，定远营“擅园林之胜，四周白墙皑然，故又有『沙漠中的白宫』之称”。主要构成建筑包括王府、延福寺、传统民居、城墙、城门遗存及城内历史街区、历史文化遗存、遗迹等。